# Detlev Fehling
Jürgen Detlev Fehling (* 10. Juni 1929 in Berlin; † 16. März 2008 in Heiligenhafen) war ein deutscher Klassischer Philologe.

## Leben
Detlev Fehling, Sohn von August Wilhelm Fehling, lebte seit 1946 in Kiel, wo er auch studierte. Er wurde 1955 an der Universität Kiel bei Hans Diller mit einer Arbeit über Marcus Terentius Varro promoviert. Die Habilitation, ebenfalls in Kiel, erfolgte am 1. Juli 1964. Anschließend war er zunächst Privatdozent; 1970 wurde er dann zum außerordentlichen Professor für Klassische Philologie an der Universität Kiel ernannt und war dort bis zum Ruhestand 1994 tätig. Bis ihm mehrere Schlaganfälle die Arbeit unmöglich machten, war er auch danach noch mehrere Jahre als Forscher und Dozent aktiv.
Fehling publizierte, wie es damals in der Klassischen Philologie noch üblich war, sowohl zur lateinischen als auch zur griechischen Literatur der Antike. International bekannt, aber zugleich auch sehr umstritten, wurde Fehling in der Altertumswissenschaft vor allem durch seine 1971 vorgebrachte These, dass die vom antiken Historiker Herodot angeführten Quellen und Gewährsleute nur literarische Konstruktionen seien, und dass Herodot die von ihm beschriebenen Länder in Wahrheit gar nicht bereist habe. Vor allem, nachdem 1989 eine englische Fassung seiner entsprechenden Studie erschienen war, fand diese Position international sowohl Zustimmung als auch Ablehnung und führte zu einer kontrovers geführten Diskussion.

## Schriften
- Varro und die grammatische Lehre von der Analogie und der Flexion. Dissertation Kiel 1955.
- Die Wiederholungsfiguren und ihr Gebrauch bei den Griechen vor Gorgias. de Gruyter, Berlin 1969.
- Die Quellenangaben bei Herodot. Studien zur Erzählkunst Herodots. de Gruyter, Berlin 1971, ISBN 3-11-003634-7 (englische Übersetzung: Herodotus and his ‘Sources’. 1989).
- Ethologische Überlegungen auf dem Gebiet der Altertumskunde: phallische Demonstration, Fernsicht, Steinigung. Beck, München 1974, ISBN 3-406-05151-0.
- Amor und Psyche. Die Schöpfung des Apuleius und ihre Einwirkung auf das Märchen. Eine Kritik der romantischen Märchentheorie. Akademie der Wissenschaften und der Literatur, Mainz 1977, ISBN 3-515-02710-6.
- Die sieben Weisen und die frühgriechische Chronologie. Eine traditionsgeschichtliche Studie. Lang, Bern 1985, ISBN 3-261-04061-0.
- Die ursprüngliche Geschichte vom Fall Trojas, oder: Interpretationen zur Troja-Geschichte. Institut für Sprachwissenschaft, Innsbruck 1991, ISBN 3-85124-151-7.
- Materie und Weltbau in der Zeit der frühen Vorsokratiker: Wirklichkeit und Tradition. Institut für Sprachwissenschaft, Innsbruck 1994, ISBN 3-85124-170-3.